# Septoria astericola
Septoria astericola är en svampart som beskrevs av Ellis & Everh. 1889. Septoria astericola ingår i släktet Septoria och familjen Mycosphaerellaceae.   Inga underarter finns listade i Catalogue of Life.